# Schermen op de Olympische Zomerspelen 2024
Schermen is een van de sporten die beoefend worden op de Olympische Zomerspelen 2024 in Parijs, Frankrijk. De wedstrijden vonden van 27 juli tot en met 4 augustus plaats in de Grand Palais. Deze sporttak omvat de disciplines degen, floret en sabel waarbij zowel door mannen als vrouwen individueel als in teamverband wordt uitgekomen.
Het IOC had het maximaal aantal deelnemers beperkt tot 212 atleten. Zowel bij de mannen als de vrouwen namen 106 deelnemers deel, waarbij het gastland Frankrijk gegarandeerd acht plaatsen (m/v) kreeg toebedeeld.

## Schema
| Onderdeel          | 27 | 28 | 29 | 30 | 31 | 1 | 2 | 3 | 4 | Totaal |
| ------------------ | -- | -- | -- | -- | -- | - | - | - | - | ------ |
| Degen individueel  | v  | m  |    |    |    |   |   |   |   | 2      |
| Degen team         |    |    |    | v  |    |   | m |   |   | 2      |
| Floret individueel |    | v  | m  |    |    |   |   |   |   | 2      |
| Floret team        |    |    |    |    |    | v |   |   | m | 2      |
| Sabel individueel  | m  |    | v  |    |    |   |   |   |   | 2      |
| Sabel team         |    |    |    |    | m  |   |   | v |   | 2      |
| Totaal             | 2  | 2  | 2  | 1  | 1  | 1 | 1 | 1 | 1 | 12     |

## Medailles

### Medaillewinnaars
Mannen
| Onderdeel   | Goud | Goud                                                          | Zilver | Zilver                                                         | Brons | Brons                                                                  |
| ----------- | ---- | ------------------------------------------------------------- | ------ | -------------------------------------------------------------- | ----- | ---------------------------------------------------------------------- |
| Degen       | JPN  | Koki Kano                                                     | FRA    | Yannick Borel                                                  | EGY   | Mohamed El-Sayed                                                       |
| Degen team  | HUN  | Máté Tamás Koch Tibor Andrásfi Gergely Siklósi Dávid Nagy     | JPN    | Akira Komata Koki Kano Masaru Yamada Kazuyasu Minobe           | CZE   | Jiří Beran Jakub Jurka Martin Rubeš Michal Čupr                        |
| Floret      | HKG  | Cheung Ka-long                                                | ITA    | Filippo Macchi                                                 | USA   | Nick Itkin                                                             |
| Floret team | JPN  | Kazuki Iimura Kyosuke Matsuyama Takahiro Shikine Yudai Nagano | ITA    | Guillaume Bianchi Filippo Macchi Tommaso Marini Alessio Foconi | FRA   | Maximilien Chastanet Maxime Pauty Enzo Lefort Julien Mertine           |
| Sabel       | KOR  | Oh Sang-uk                                                    | TUN    | Farès Ferjani                                                  | ITA   | Luigi Samele                                                           |
| Sabel team  | KOR  | Oh Sang-uk Gu Bon-gil Park Sang-won Do Gyeong-dong            | HUN    | Csanád Gémesi Krisztián Rabb András Szatmári Áron Szilágyi     | FRA   | Boladé Apithy Jean-Philippe Patrice Sébastien Patrice Maxime Pianfetti |

Vrouwen
| Onderdeel   | Goud | Goud                                                             | Zilver | Zilver                                                                         | Brons | Brons                                                                               |
| ----------- | ---- | ---------------------------------------------------------------- | ------ | ------------------------------------------------------------------------------ | ----- | ----------------------------------------------------------------------------------- |
| Degen       | HKG  | Vivian Kong                                                      | FRA    | Auriane Mallo                                                                  | HUN   | Eszter Muhari                                                                       |
| Degen team  | ITA  | Rossella Fiamingo Mara Navarria Giulia Rizzi Alberta Santuccio   | FRA    | Marie-Florence Candassamy Alexandra Louis-Marie Auriane Mallo Coraline Vitalis | POL   | Aleksandra Jarecka Alicja Klasik Renata Knapik-Miazga Martyna Swatowska-Wenglarczyk |
| Floret      | USA  | Lee Kiefer                                                       | USA    | Lauren Scruggs                                                                 | CAN   | Eleanor Harvey                                                                      |
| Floret team | USA  | Jacqueline Dubrovich Lee Kiefer Lauren Scruggs Maia Weintraub    | ITA    | Arianna Errigo Martina Favaretto Francesca Palumbo Alice Volpi                 | JPN   | Sera Azuma Yuka Ueno Karin Miyawaki Komaki Kikuchi                                  |
| Sabel       | FRA  | Manon Brunet                                                     | FRA    | Sara Balzer                                                                    | UKR   | Olga Charlan                                                                        |
| Sabel team  | UKR  | Joelia Bakastova Olga Charlan Alina Komasjtsjoek Olena Kravatska | KOR    | Choi Se-bin Jeon Ha-young Jeon Eun-hye Yoon Ji-su                              | JPN   | Risa Takashima Seri Ozaki Misaki Emura Shihomi Fukushima                            |

### Medaillespiegel
| Plaats | Land             | NOC    | Goud | Zilver | Brons | Totaal |
| ------ | ---------------- | ------ | ---- | ------ | ----- | ------ |
| 1      | Japan            | JPN    | 2    | 1      | 2     | 5      |
| 2      | Verenigde Staten | USA    | 2    | 1      | 1     | 4      |
| 3      | Zuid-Korea       | KOR    | 2    | 1      | 0     | 3      |
| 4      | Hongkong         | HKG    | 2    | 0      | 0     | 2      |
| 5      | Frankrijk        | FRA    | 1    | 4      | 2     | 7      |
| 6      | Italië           | ITA    | 1    | 3      | 1     | 5      |
| 7      | Hongarije        | HUN    | 1    | 1      | 1     | 3      |
| 8      | Oekraïne         | UKR    | 1    | 0      | 1     | 2      |
| 9      | Tunesië          | TUN    | 0    | 1      | 0     | 1      |
| 10     | Canada           | CAN    | 0    | 0      | 1     | 1      |
| 10     | Tsjechië         | CZE    | 0    | 0      | 1     | 1      |
| 10     | Egypte           | EGY    | 0    | 0      | 1     | 1      |
| 10     | Polen            | POL    | 0    | 0      | 1     | 1      |
| Totaal | Totaal           | Totaal | 12   | 12     | 12    | 36     |